# Komarów-Wieś
Komarów-Wieś – wieś w Polsce położona w województwie lubelskim, w powiecie zamojskim, w gminie Komarów-Osada.
| SIMC    | Nazwa     | Rodzaj    |
| ------- | --------- | --------- |
| 0890790 | Brzęczyna | część wsi |
| 0890809 | Kolonia   | część wsi |
| 0890815 | Korycina  | część wsi |

W latach 1954–1959 wieś należała i była siedzibą władz gromady Komarów, po jej zniesieniu w gromadzie Komarów-Osada. W latach 1975–1998 miejscowość administracyjnie należała do województwa zamojskiego.
Wieś jest sołectwem w gminie Komarów-Osada. Według Narodowego Spisu Powszechnego z roku 2011 wieś liczyła 359 mieszkańców.
Wierni Kościoła rzymskokatolickiego należą do parafii Trójcy Przenajświętszej w Komarowie-Osadzie.
Na wzgórzu we wsi znajduje się zniszczony cmentarz prawosławny.